# Jean-Pierre Robert (contrebassiste)
Pour les articles homonymes, voir Jean-Pierre Robert et Robert.
Jean-Pierre Robert est un contrebassiste français et auteur né le 22 décembre 1956 à Tours.

## Biographie
En 1979, premier prix de contrebasse du Conservatoire national supérieur de musique et de danse de Paris, il devient musicien soliste de l'Ensemble l'Itinéraire dirigé par Michaël Levinas. Il y reste jusqu'en 2003, et a de nombreuses collaborations avec l'Ensemble intercontemporain de Pierre Boulez, tout en revendiquant un « furieux besoin de désapprendre ».

En 1983 il est invité par Paul Mefano pour une prestation solo de la 1re création Radiophonique de Theraps de Yannis Xenakis sur la scène du Centre national d'art et de culture Georges-Pompidou. Suivent alors le Festival d'Avignon, le Festival de La Rochelle avec Pierre-Yves Artaud et l'Orchestre Philharmonique de Radio-France, Internationale Ferienkurse für Neue Musik de Darmstadt, Festival de Radio France, avec les musiques de Philippe Boivin, Georges Aperghis, Iannis Xenakis, Horatiu Radulescu.
En 1986, commence l'écriture de :  « Les Modes de jeu de la contrebasse » (éd. Musica Guild), dans le cadre d'une collaboration avec l'IRCAM.
En 1995, ce sont ces recherches particulières qui se développent avec GRAME de Lyon dans les musiques avec électroniques - l'électronique vécu comme extension du corps instrumental - et les créations de Kaija Saariaho, James Giroudon à Lisbonne, Genève, Madrid, San Paolo etc. ; puis, avec le Domaine de Kerguéhennec et Denys Zacharopoulos en 1996 pour ce qui concerne la dimension plastique et théâtrale de son jeu. C'est le temps aussi de ses 1 Contrebasse - 1 Humain ( Première à la Péniche Opéra) avec les musiques de James Dillon, Brian Ferneyhough, Salvatore Sciarrino, Giacinto Scelsi, etc.
Suit l'époque des Installations sonores  avec les musiques de Georges Aperghis et John Cage (dont sa mise en scène du Ryōanji au Centre national d'art et de culture Georges-Pompidou (avec Isabel Soccoja puis plus tard tourné aussi avec Garth Knox) ,
C'est sera ce travail sur John Cage qui ouvre en 2004 la période suivante des travaux de Juxtapositions (just "Â" position) qui met en œuvre des formes ouvertes - Bruno Maderna, Karim Haddad, Sylvano Bussotti - au côté d'œuvres écrites ou d'Actions Bruitistes ; dans des juxtapositions aussi de styles musicaux avec des musiciens comme Dominique Pifarely, ou la danse, le texte avec Valère Novarina, ou avec le compositeur et poète Jacques Rebotier, ou encore en 1re dans la recréation du Salon de Musique de Kandinsky au Musée d'Art moderne et contemporain de Strasbourg.
Sa prégnance pédagogique en particulier pour les musiques de chambres contemporaines inclut des invitations du Cefedem et Université de Bourgogne, l' Ircam -Paris- , Universidade Estadual de Campinas (Unicamp) – São Paulo, Conservatoire national supérieur de musique - Lyon.
Niant une subordination des arts, ses Juxtapositions révèlent une forme de générosité et un certain humanisme dans son acte musical.
De 2014 à 2020 intervient en lien avec l’ Association Internationale Dimitri Chostakovitch, Paris, une recherche interroge les œuvres pour contrebasse jouées à Moscou dans la classe de Rodion Azharkin. Ce travail mènera à la redécouverte des transcriptions pour la contrebasse de Dimitri Chostakovitch, dont création française, et, la création française de la sonate de Mieczysław Weinberg.
Biographie et catalogue :

## Œuvres pour la contrebasse solo créée
```
Créations mondiales : * , création françaises : **
```

- Georges Aperghis : Récitations pour contrebasse, 1983 *
- Ana-Maria Avram : Axe 7, 2005 *
- Philippe Boivin
  - Zab ou la Passion selon St Nectaire, 1982 *
  - 5 Algorithmes *
- Dimitri Chostakovitch, transcriptions du compositeur  et R. Azarkhin pour contrebasse et piano
  - op 39           Adagio
  - op 62           Sonnet           
  - op 77           Passacaille     
  - op 87           Suite de 7 préludes, 2014**
- Aldo Brizzi : Barravento. Cb+sax solo, ens. instr. et électr, 1999 *
- Gualtiero Dazzi : Contra Suberna. Vx+ Cb solo, orchestre de chambre, 1998 *
- James Giroudon : Jean-François Estrager : Unes, voix de basse. Cb et électr., 1995 *
- Ramon Gonzalez Arroyo : De la distance, Cb et électr., 1994 *
- Karim Haddad
  - Ce qui dort dans l'ombre sacrée. Cb et électr., 1996 *
  - I can only say… Cb, ens. instr. et électr , 2000 *
- Pierre-Alain Jaffrenou : Tentation de l’anachorète. Cb et électr., 1995 *
- Pierre Jodlowski : Vola. Cb et électr., 1995 *
- Philippe Laval : Inox : érable. Cb et 2 sax. 1998 *
- Michael Levinas : Le chant de l'arche. Cb et résonateurs, 1999 *
- Martin Matalon : La rosa profunda, 1992 *
- François Narboni
  - Impromptu d'Ohio. Cb et Vx . , 1995 *
  - Les Animals. Cb, ens. instr. et électr. 1998 *
- Gérard Pape : Fleuve du désir. Cb et électr., 1994 *
- Franck Pecquet	: Kaleïdosonic. Cb et électr., 1984 *
- Horatiu Radulescu
  - Ys Valley. Cb et électr., 1983 *
  - Incandescent sereine. Vx+cor+fl+cb., 1983 *
  - Awakening infinity. Vx+cor+fl+cb et orch., 1983 *
  - Azzuro profondo dello sguardo II, 2006 *
- Jacques Rebotier
  - Brève pour contrebasse, 1990 **
  - Brève pour Trompette Marine, 1989 *
- Étienne Rolin : Space Birds. Cb et électr., 2006 *
- Kaija Saariaho : Folia. Cb et électr., 1995 *
- Mieczysław Weinberg : Sonate pour contrebasse solo 2016 **
- Iannis Xenakis : Theraps  pour contrebasse solo, 1983 (création radiophonique)
- Iannis Xenakis : Roscobeck  duo pour violoncelle et contrebasse, 2011 (avec Rohan de Saram) **
- Xu Yi : Tui. Cb et électr., 1992 *

## Discographie et multimedia
- Nombreuse créations et captations d'Installations Sonores, et, concerts solo. Youtube. Musiques : Aperghis, Boivin, Bussotti, Cage, Carter, Druckman, Ferneyhough, Haddad, Martinu, Oerhing, Robert, Scelsi, Taïra, Xenakis[5].
- 1997 CD Radio France :	Jacques Rebotier
- 1990 CD C. G. Pompidou IRCAM : Les années 90[6]
- 1992 CD C. G. Pompidou : Martin Matalon[7]
- 2004 INA Archives GRM :  R. Gonzalez Arroyo[8]
- 2008 CD AMESON , réf ASCP 0712 : " Une contrebasse, un humain   Jean-Pierre Robert " : Musiques avec électronique : K. Saariaho, M. Matalon, P. Jodlowski, PA. Jaffrenou, G. Giroudon/JF. Estager, E. Rolin, K. Haddad. Récompensé de 4 Diapasons.
- 2015 CD LUMINANCES : Solo bass. G. Aperghis, I. Xenakis, J. Cage, G. Scelsi, E. Carter.
- 2021 Multimédia Youtube. "Auto-massages and art. Introduction, a first meeting" 1:38:00[9]
- 2021Multimédia Youtube. "Auto-massages, inner art of life. (Yang part, summary)". Documentaires sur des pratiques psychophysiques issues du Mont Emei, Sichuan, Chine. 19:28[10]

## Filmographie
- réalisés par Serge Gauthier-Pavlov : 
  - 2004 Arte Viva : 4 Havres Exquis N°1. Am Avram, H Radulescu, J Druckman.
  - 2005 Arte Viva : 4 Havres Exquis N°2. J. Rebotier, K. Saariaho, S. Bussoti.
  - 2005 Arte Viva : 1 Contrebasse-1 Humain. JP Robert, Ph. Boivin.
  - 2005 Arte Viva : 1 Basse-1 Main. JP Robert, Ph. Boivin.
  - 2005 Arte Viva : Ainsi parlait... Jean-Pierre Robert.
  - 2006 Arte Viva : 4 Havres Exquis N°3. J. Dillon, G. Scelsi.

## Écrits didactiques
- 1991 "1contrebasse, 1humain, Jean-Pierre Robert". Jean-Pierre Robert/Freeze Delimbe. Création textuelle et graphique.
- 1995 Musica Guild : Les Modes de jeu de la Contrebasse, un dictionnaire de sons, Modes of playing the double bass, a dictionary of sounds. Bilingue, avec 2 cd d'exemple musicaux.
- 2008 Labellemusique. "1 contrebasse- 1 humain. Essai"
- 2014 Training Contrebasse (4 niveaux)